# 晏福生
晏福生（1904年2月28日—1984年4月7日），原名晏国金。中国人民解放军開國中将。

## 生平
1936年10月在甘肃天水罗家堡战斗中负重伤，失去右臂。1955获一级八一勋章、一级独立自由勋章、一级解放勋章。